# 日本美术院

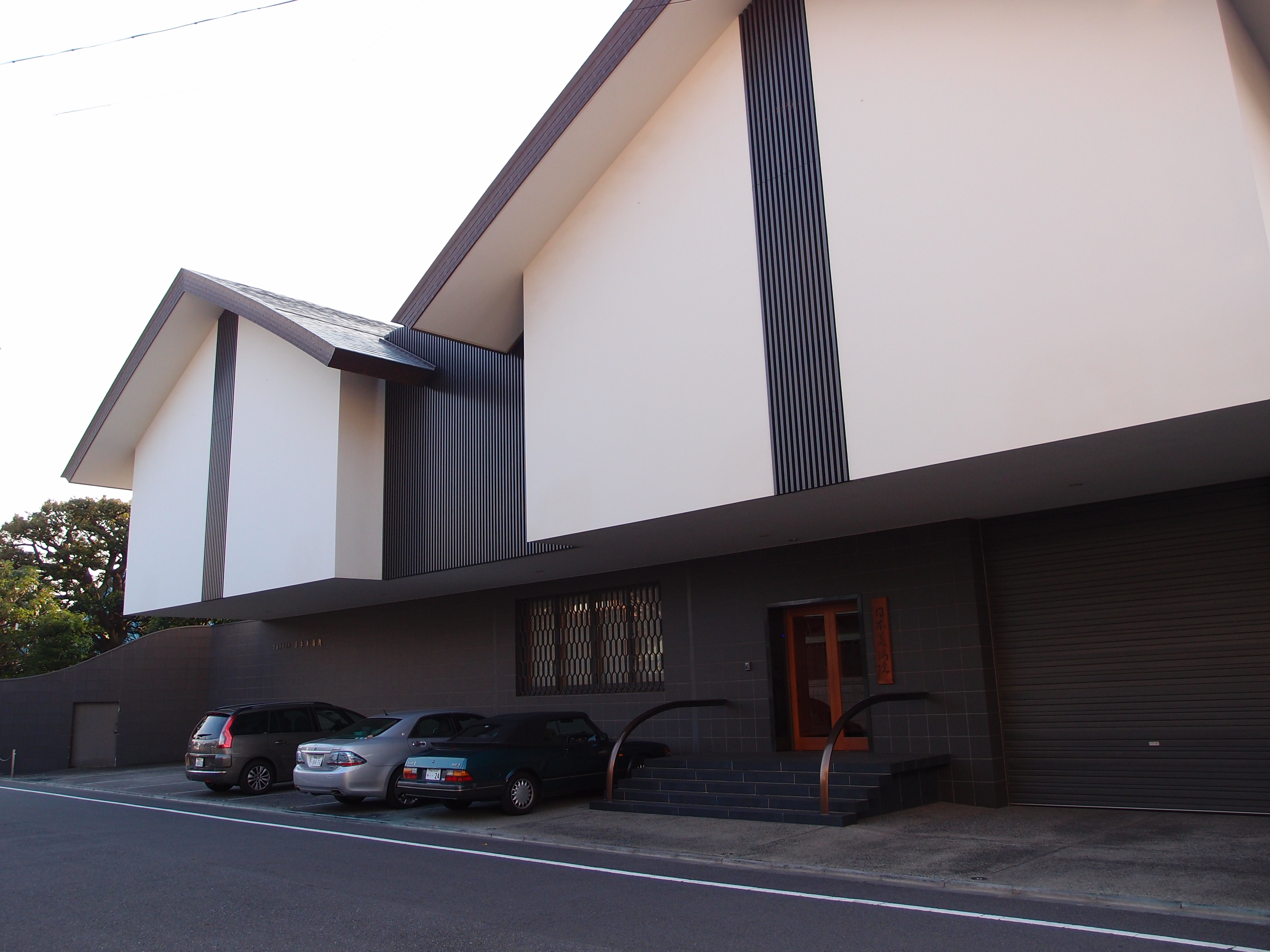
本部

日本美术院（英語：Japan Visual Arts Academy）是一个日本美术团体。

## 历史
1898年冈仓天心受到东京美术学校排斥被迫辞职，与其他艺术家橋本雅邦、六角紫水、橫山大觀、下村觀山、寺崎广业、小堀鞆音、菱田春草、西鄉孤月等共同发起成立。7月1日公布成立宗旨，10月15日正式成立。
1910年冈仓天心前往美国担任波士顿美术馆中国·日本美术部部长，曾一度事实性解散，1913冈仓天心去世，1914年众人以此为契机继承其遗愿，表示要重振日本美术院。